# بوردروب
بوردروب (بالإنجليزية: Burdrop) هي قرية تقع ضمن رعية سيبفورد غاور المدنية في مقاطعة أوكسفوردشير بإنجلترا، وتبعد نحو 6.5 أميال (10.5 كيلومتر) غرب مدينة بانبري. ترتبط القرية مباشرة بقرية سيبفورد غاور المجاورة، وغالبًا ما تُعتبر جزءًا منها.

## التاريخ والمعالم
في عام 1840، تم بناء كنيسة القديس يوحنا المعمدان لتكون كنيسة تابعة لأبرشية براوتون. وقد صمّمها المهندس المعماري H. J. Underwood.
في عام 1782، أشار القس توماس وارتون إلى وجود نُزل في بوردروب يُدعى The Old Inn، مما يشير إلى تاريخ طويل للنُزل المحلي في القرية.
حالياً، النُزل الوحيد في بوردروب هو Bishop Blaize Inn، ويُقال إنه سُمّي تيمنًا بالقديس بليز، شفيع نقابة القصّارين، ما يُشير إلى ارتباط تاريخي بالمهن الحرفية أو سوق الأغنام.